# ФК Балкан Миријево
ФК Балкан је српски фудбалски клуб из Миријева, Београд. Клуб се тренутно такмичи у Београдској зони, четвртом такмичарском нивоу српског фудбала. Навијачи клуба се зову Шумари. Највећи ривал овог клуба је Београд са Карабурме, а ту су и Вождовац, Булбудерац и Обилић.

## Историја
Између 1935. и 1937. године постојао је нерегистровани спортски клуб Миријево чији су фудбалери били углавном тадашњи миријевски основци, а тренер и главни играч школски управник и учитељ Владимир Манчић. Један од најватренијих навијача и заљубљеника СК Миријева био је угледни и имућни домаћин Петар Милошевић познатији као Пера Кајзер-Цар, који је обилато помагао клуб. Тридесетак година касније његов унук Сретен био је један од оснивача и првих играча данашњег миријевског Балкана. Како је предратни Балкан као и већина тадашњих клубова био активан за време Другог светског рата и како је у њему било активно за послератну власт „непријатељских елемената“ то му нова народна власт није дозвољавала да званично поново буде регистрован. Озбиљнија иницијатива за оснивање клуба поново је покренута половином педесетих година, када се, крајем 1956. коначно искристалисала идеја да њихов клуб ипак буде Балкан Миријево, да узме и грб (са новим датумом оснивања) и клупске (љубичасте боје) најбољег предратног звездарског клуба. Оснивачка седница одржана је почетком 1958. године и на њој је за председника изабран Милош Несторовић.
Године 1990. током лета у клубу по први пут појављује Ђоко Зеленбаба, власник фирме Буковица глобал комерц. На почетку је материјално помагао клуб, али релативно брзо, на наговор комплетне управе, једногласно бива изабран за његовог председника, обећавши притом да ће за три године играти фудбал на свом новом стадиону. То је отприлике и време када клубу креће набоље и кад се осећа неки напредак, а стижу и први обећавајући резултати: друго место (пораз у финалу на пенале од два ранга „старијег“ Трудбеника), на популарном зимском турниру Младог пролетера (међу 15 екипа), да би следеће, 1991. године и освојио овај угледни и веома масовни турнир. У новембру исте године свечано је постављен камен темељац новог стадиона.
Године 2008. смењена је управа клуба. На чело Балкана је дошао Влада Јаковљевић а клуб је почео да напредује и успео је да се квалификује у Српску лигу Београд, трећу лигу по рангу у Србији.